# João Lopes Soares
João Lopes Soares (Leiria, Arrabal, Cabeças, 17 de novembro de 1878 – Lisboa, Campo Grande, 31 de julho de 1970), conhecido como João Soares, foi um professor, político e pedagogo que, entre outras funções, foi deputado, governador civil e Ministro das Colónias durante a Primeira República Portuguesa. Fundou o Colégio Moderno, do qual foi proprietário, e foi pai de Mário Soares.

## Família
Filho de Simão Pires Soares (Montemor-o-Velho, Meãs do Campo, 27 de novembro de 1826 – ?) e de sua mulher Cristina de Jesus Lopes (Leiria, Arrabal, Cabeças, bap. 8 de agosto de 1838 – 30 de outubro de 1926), neto paterno de João Pires Soares (Montemor-o-Velho, Arazede, 26 de janeiro de 1782 – ?) e de sua mulher Josefa Rama Cardoso (Montemor-o-Velho, Meãs do Campo, 9 de março de 1783 – ?) e neto materno de Manuel Lopes da Cruz (Leiria, Arrabal, Cabeças, bap. 18 de abril de 1791) e de sua mulher Maria de Jesus (Leiria, Arrabal, Martinela, bap. 9 de abril de 1805 – ?).

## Biografia
Após iniciar os estudos secundários em Leiria, no Liceu de Leiria, foi estudar para Coimbra, onde concluiu o Curso Teológico e se formou em Teologia, na Faculdade de Teologia da Universidade de Coimbra, em 1900. 
Ordenado presbítero, concorreu em 1902 a Capelão Militar, ficando colocado, nesse mesmo ano, no Regimento de Artilharia N.° 2, em Alcobaça, com a patente de Alferes. A sua transferência para a capital, para o Regimento de Infantaria N.° 16, em Lisboa, desperta-o para a ação política. 
Interessado pelos ideais republicanos, torna-se um ativo propagandista pela República, motivo da sua prisão, em 1908. Depois de sair da prisão será transferido para Vila Viçosa.
A Implantação da República Portuguesa, a 5 de outubro de 1910, proclamado o novo Regime, trouxe-lhe a ascensão política. Foi, de novo, colocado no Regimento de Infantaria n.° 16, e nomeado Professor no Instituto Militar dos Pupilos do Exército, a sua formação religiosa vem a tornar-se um trunfo para a República, carente de políticos que despertassem a confiança das populações, nos distritos mais católicos. Como tal, assume funções, em 1912 como Administrador do Concelho da Guarda, zona ameaçada por incursões monárquicas, e, seguidamente, desempenhou de Governador Civil do Distrito da Guarda. Em seguida transita, nas mesmas funções, para o Distrito de Braga, em 1913. Depois da Revolução de 14 de Maio de 1915, foi nomeado Governador Civil do Distrito de Santarém.
Em 1914 foi nomeado Vogal do Conselho Superior de Finanças, onde esteve até ao golpe militar de 1926.
Paralelamente, entre 1916 e 1926, foi Deputado pelos círculos eleitorais de Guimarães e de Leiria. Em 1919 desempenha funções como Ministro das Colónias, no Governo do Dr. Domingos Pereira, batendo-se pela sua manutenção.
A 5 de outubro de 1924, foi agraciado com o grau de Oficial da Ordem Militar de Avis.
Alegando ter recebido as ordens eclesiásticas contrariamente à sua vontade, João Soares apresenta junto da Santa Sé, uma ação canónica, pedindo a declaração de nulidade da sua ordenação de presbítero, em 1923. A decisão, que lhe será favorável, será proferida pelo Papa Pio XI, em agosto de 1927, deixando, então, oficialmente de ser padre.
Com a ditadura subsequente à Revolução de 28 de Maio de 1926, tomou parte em diversas movimentações oposicionistas, logo após esse golpe, o que o leva à prisão nos Açores e ao exílio em Espanha.
Na década de 1930 é demitido do Exército e votado ao ostracismo por Oliveira Salazar. 
Prosseguindo a sua vocação pedagógica, encontra no ensino particular o seu meio de subsistência. Foi, muito brevemente, comproprietário do Colégio Bairro Escolar do Estoril, no Monte Estoril, em sociedade com Américo Limpo de Negrão Buisel, João de Deus Ramos e José Dias Valente, em agosto de 1935. A sociedade viria a dissolver-se ficando só o Dias Valente que, aproveitando o edifício do Bairro Escolar, fundou o Colégio de João de Deus no Monte Estoril.
Em 1936 fundou em Lisboa, no Campo Grande, o Colégio Moderno. Assumiria a direção deste estabelecimento, até cerca dos 90 anos de idade, contando com o apoio da sua mulher na responsabilidade pelo internato. Depois da sua morte o Colégio continuou a ser dirigido pela sua nora, Maria Barroso, e depois desta, pela sua neta, Isabel Barroso Soares.  
Durante várias décadas o Colégio Moderno integrou como professores ou regentes de estudos ativistas políticos ou intelectuais ligados à oposição ao Estado Novo — casos de Álvaro Cunhal, David Mourão-Ferreira, Agostinho da Silva, Álvaro Salema, João Bénard da Costa, Mário Dionísio, bem como os próprios Mário Soares e Maria Barroso. 
Também desde a década de 1920 João Soares foi autor de diversos manuais escolares, por sinal adotados como manuais oficiais pelo regime salazarista, sendo de salientar o Novo Atlas Escolar Português, com quatro edições em 1943, e que teve uma edição especial para o Brasil, com prefácio do Dr. João de Barros. Publicou, também, vários livros didáticos, entre os quais se salientam: História Universal, em três volumes, Portugal nossa Terra, de educação cívica, em colaboração com Elísio de Campos, Quadros de História de Portugal, de colaboração com Chagas Franco, ilustrado por Roque Gameiro e Alberto de Souza.
Anos depois, integrando o Movimento de 10 de Abril de 1949, com o Almirante José Mendes Cabeçadas e outros, foi preso e julgado no Tribunal Militar de Santa Clara.
Morreu a 31 de julho de 1970, vítima de lesões vasculares afetando o sistema nervoso cerebral, na freguesia do Campo Grande, em Lisboa, onde residia na Rua de Malpique, n.º 2, 3.º andar, que foi renomeada Rua Dr. João Soares em 1974. Foi sepultado no cemitério das Cortes, em Leiria, localidade onde, em 1996, foi instalada a Casa-Museu João Soares.
Em 1976, a memória de João Lopes Soares, pai do futuro Presidente da República, Mário Soares, foi alvo duma homenagem em Abadia, Leiria, onde, no Largo que tomou o seu nome, foi descerrado um busto do ativista. Mais tarde, pelo primeiro Centenário do seu nascimento, de novo o seu nome entrou na toponímia da cidade de Leiria.

## Casamento e descendência
Casou em Lisboa, na 7.ª Conservatória do Registo Civil, a 5 de setembro de 1934, com Elisa Nobre Baptista (Santarém, Pernes, 8 de setembro de 1887 – Lisboa, Campo Grande, 28 de fevereiro de 1955), professora da instrução primária, filha de José Maria Nobre (Santarém, Casével, 13 de maio de 1850 – ?) e de sua mulher Maria da Piedade Baptista (Santarém, Pernes – ?) e mãe do seu filho já então nascido Mário Soares, que foi legitimado pelo casamento dos pais. De relações anteriores teve dois filhos, Rogério Lopes Soares, de mãe desconhecida, e Tertuliano Lopes Soares (Alcobaça, Alcobaça, 30 de dezembro de 1906 – ?), de Joaquina Ribeiro da Silva, o qual foi médico-cirurgião e casou com Maria da Conceição Gaudêncio, filha de Amadeu Gaudêncio e de sua primeira mulher Emília Justiniano. Do primeiro casamento de sua mulher teve dois enteados, J. Nobre Baptista e Cândido Nobre Baptista.